# 伯力審判
伯力審判（俄语：Хабаровский процесс，又稱哈巴羅夫斯克審判、伯力城審判）是蘇聯於1949年12月25日至12月30日於哈巴羅夫斯克召開針對日本陸軍細菌戰部隊——前731部隊與其上級單位關東軍有關人員的軍事審判，共起訴前關東軍司令官山田乙三大將、醫務處長梶塚隆二中將、獸醫處長高橋隆篤中將等12人，並最終全部判為有罪，處以2至25年勞改。本次審判是歷史上首次、也是唯一對細菌戰的審判。
1933年日軍於中國東北成立細菌戰部隊，抓補平民充作實驗對象和在對華與對蘇戰爭中實施細菌戰，造成數十萬人死亡。1945年8月，蘇聯攻入中國東北，731部隊撤回日本本土，但仍有部份隊員被蘇軍俘獲，在訊問下供出細菌戰情報。由於美國已決定獨占細菌戰情報，故拒絕蘇聯方面引渡731部隊要員的要求，蘇聯決定發起單獨審判。1949年12月25日至12月30日，蘇聯於濱海邊疆區軍區哈巴羅夫斯克設置軍事法庭。審訊中12名前731部隊隊員與前關東軍總司令供出大量對受害者實施的人體實驗、實施細菌戰等證詞，並最終皆獲判有罪，共判處四人25年、二人20年、18年、15年、12年、10年、3年、2年各一人的勞動監禁。隨著日蘇關係走向正常化，除一人病逝、一人自殺外，伯力審判戰犯於1956年年底全部獲釋。
伯力審判在歷史上具有特殊地位，為戰後對日戰犯審判中的指標性案例，也是世界上唯一一次針對細菌戰的審判，更首次揭露日本軍隊在對華戰爭期間發動細菌戰之事實；儘管存在缺乏外國參與、審理過程存在宣傳元素、忽略作為最大受害者的中國等批評，其審訊資料仍被長期被引用、視為研究日軍細菌戰活動的主要情報來源。在國際影響上，美國將伯力審判視為蘇聯的政治表演，並斷然否認其真實性，直到1980年代官方檔案被解密，美國與731部隊獨占、掩蓋和交易細菌戰情報的事實被公佈後，伯力審判的真實性才逐漸得到驗證；在日本，伯力審判被當時拘留於西伯利亞的日軍議題轉移焦點，同樣沒有影響力；在中國，中華民國政府並未有所反應，而在中華人民共和國則轉述有關報導，並掀起研究日本在華細菌戰的熱潮。

## 背景

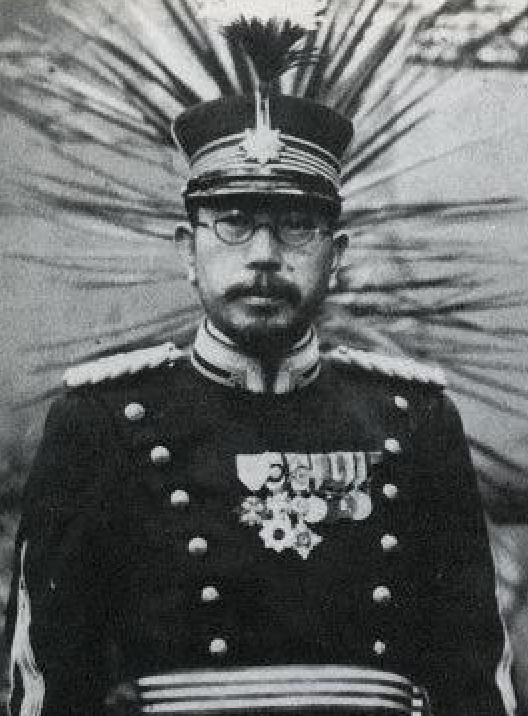
石井四郎，為日本細菌戰部隊「731部隊」的指揮者，以其取得的人體實驗資料與美國達成交易，受後者保護而免於受審，是蘇聯召開伯力審判的重要原因。

1933年8月，日本關東軍在石井四郎少佐的推動之下於其所佔領中國東北地區哈爾濱設置細菌戰研究所與工廠，開始發展細菌武器，其後在掃蕩東北抗日武裝與對華全面戰爭中對20個省區實施大規模細菌戰達36次之多，造成數十萬人死亡，在1939年於諾門罕同蘇聯發生邊境戰爭時亦投放多種致病菌攻擊蘇聯與蒙古軍隊，而蘇聯方面則在其設施建立後不久便獲悉內部發展細菌戰的情況，如烏克蘭國家檔案局一份內務人民委員部國家安全總局駐哈爾濱的日本特工於1937年9月20日提出的報告，稱日方設施的目的為準備在戰時特殊破壞小組，其將使用細菌攻擊污染水源、糧食、飼料和糧倉。
諾門罕衝突後，日蘇簽署中立條約，在第二次世界大戰大部分時間互相對峙，然而蘇聯在擊敗納粹德國後，於1945年8月對中國東北發動全面進攻，迅速打敗了關東軍。儘管石井在撤離時下令銷毀一切證據，蘇軍還是在攻抵哈爾濱後於郊區發現平房廢墟，包括監獄牢房、火葬場、實驗室和埋有中國受害者的萬人坑，使其逐漸確信日軍已開發先進生物武器，而後蘇軍在對日作戰中俘虜多達60萬士兵、2.6萬名軍官和163名將官，其中包括數十名731部隊和100部隊成員。根據俄羅斯軍事科學院研究員弗拉基米爾·普羅霍羅維奇·加利茨基（Владимир Прохорович Галицкий）博士的說法，自1946年初蘇聯方面從德國戰俘中的醫療人員處（如軍醫少將瓦爾特·施萊伯）得知德國曾準備對蘇聯發動細菌戰，並促使蘇聯內務部對日本就此進行有關調查。1946年至1947年期間，蘇聯內務部進行大量的審訊工作，經過仔細甄別，確認了日軍細菌戰有關人員，其中特以1946年9月12至19日期間，蘇聯調查員庫多里亞切夫（Kudoriafutsuef）上校、尼基辛（Nikichin）上尉在哈巴羅夫斯克戰俘營從川島清和柄澤十三夫的審訊作業中獲悉日軍731部隊的詳細情況，川島供出包括組織機構、核心人員、業務職能和活動範圍，包括生物研究、生物作戰、疫苗生產和血清製造等內容。柄澤則供述於瀋陽盟軍戰俘營使用美國戰俘進行血清人體實驗、在浙江寧波、衢縣和玉山等地實施生物實驗等。
1946年底至1947年初，蘇聯持續就美國主導的遠東國際軍事法庭（即東京審判）向國際檢察局提交生物戰情報，並向盟軍總司令部第二參謀部副參謀長查爾斯·威洛比提出訊問石井、731部隊研究主任菊池齊軍醫少將和第二部實戰研究部部長大田澄的要求，然而美國一方面希望獨佔日軍細菌戰情報，一方面又希望在遠東國際軍事法庭中得到蘇聯的合作，因此採取拖延而拒不正面衝突的作法，即使蘇聯提出願意與美國共同分享所擁有的細菌戰資料，美國拒絕將石井等人移交蘇聯，僅同意美蘇進行聯合訊問。期間，美方亦與石井等人談判，後者在有保證豁免的條件下願意提供擁有的細菌戰情報與文件，同時美方亦禁止其向蘇聯提及其訊問、透露有價值的任何細菌戰情報。在此背景下，蘇聯檢察官列夫·尼古拉耶維奇·斯米爾諾夫上校在美方監聽下與石井等人訊問，然而由於日方已與美方達成合作，且斯米爾諾夫不具備細菌戰的足夠知識，後者在訊問過程均落於下風，經常受日方顧左右而言他、搪塞和否定其主張，始終未能取得超出其僅有的川島與柄澤之證詞，幾乎是一無所獲。
遠東國際軍事法庭最終未指控日軍發動細菌戰，蘇方既沒能取得有關情報，又無法引渡石井等人和逼迫美國公佈有關資料，因此決定單獨發起對日軍細菌戰的審判。1948年7月19日，蘇聯內務人民委員谢尔盖·克鲁格洛夫向苏联部长会议副主席維亞切斯拉夫·莫洛托夫提交關於日軍細菌戰準備的初步調查報告：
由於蘇聯內政部對關押在內政部收容所的日軍戰俘進行了特工和調查措施，查明了一批前關東軍代號731、所謂「防疫給水部」的成員。（中略）調查後確定了以下情況：川島少將透露，731部隊是根據日本裕仁天皇1936年命令所建立的。該部隊總部位於距哈爾濱市25公里、一個日語稱為「へいほう」、中文稱為「平房」的地方。該部在防疫工作的幌子下為日本對蘇聯進行細菌戰做準備。
克鲁格洛夫在報告中最後建議莫洛托夫，有必要對參與準備對蘇聯發動細菌戰的日軍戰俘進行公開審判，之後克鲁格洛夫又徵求蘇聯司法部和檢察院的意見，得到「不反對審判」的回覆。之後，克鲁格洛夫的主張得到蘇聯最高領導人約瑟夫·史達林的許可，蘇聯內務部、外交部、司法部、檢察院即協作開展審判的相關準備。

## 法庭設置

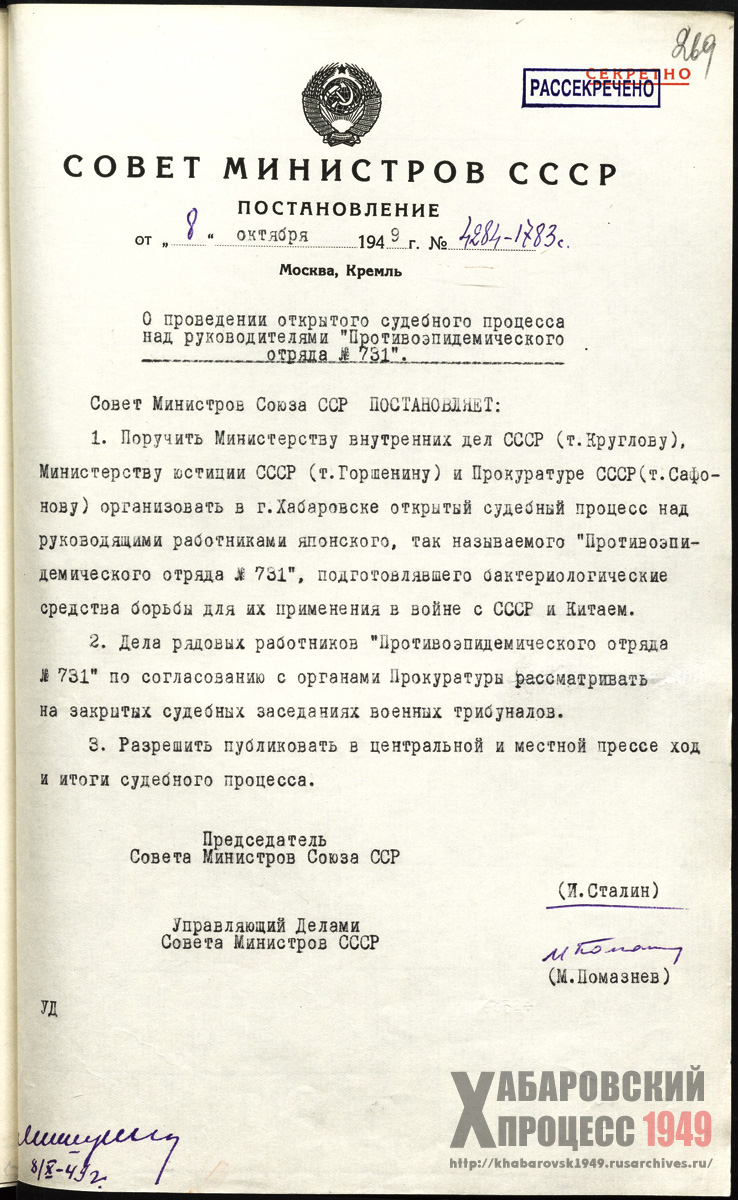
1949年10月8日蘇聯部長會議關於伯力審判的決議書

蘇聯在1949年10月8日蘇聯部長會議中決定了伯力審判的人事、刑度與時間等，如下：
- 開始時間：1949年12月17日
- 結束日期：1949年12月25日
- 刑罰種類與大致刑期：10名被告處以勞動改造10至25年，2名被告1至3年
- 合議庭法官和檢方代表：由軍事法庭成員和蘇聯檢察長辦公室成員代表，其曾參與東京審判的經驗。控方由國家公訴人三級國家司法顧問斯米爾諾夫代表，辯護律師則由莫斯科律師協會成員出任。

由於準備不及，伯力審判的時間被推延，在1949年12月9日莫洛托夫、蘇聯國家安全部部長維克托·阿巴庫莫夫與內政部副部長安德烈·葛羅米柯就起訴書草案達成共識後才決定伯力審判將於1949年12月25日開始、12月30日結束。審判將設置於濱海邊疆區軍區的軍事法庭，且如預定的由斯米爾諾夫擔任國家公訴人，德米特里·德米特里耶維奇·契爾特科夫（Дмитрий Дмитриевич Чертков）少將法官任審判長、伊里尼茨基（М. Л. Ильницкий）上校法官與沃羅比耶夫（И. Г. Воробьев）中校法官任審判員、科爾金上尉任書記、律師所羅門·雅科夫列維奇·羅森布里特（Соломон Яковлевич Розенблит）負責撰寫起訴書。
伯力審判的12名被告為：
- 關東軍：司令官山田乙三大將、軍醫務處長梶塚隆二軍醫中將、獸醫處長高橋隆篤獸醫中將、第5軍軍醫處長佐藤俊二軍醫少將
- 關東軍731部隊：生產部部長柄澤十三夫軍醫少佐、生產部長川島清軍醫少將、訓練部長西俊英軍醫中佐、第643支隊長尾上正男軍醫少佐、第643支隊實習衛生兵菊地則光上等兵、第162支隊衛生兵兼實驗員久留島祐司
- 關東軍100部隊：科學工作員平櫻全作獸醫中尉、工作員三友一男上士

辯護律師為波羅維克（Н. К. Боровик）、柏洛夫（Н. П. Белов）、山尼科夫、茲維列夫（А. В. Зверев）、波加切夫（П. Я. Богачёв）、普羅珂坪科（Г. К. Прокопенко）、魯克揚杰夫（В. П. Лукьянцев）、波爾霍維金（Д. Е. Болховитинов），其中4人來自莫斯科、另外8人來自哈巴羅夫斯克。由於本案性質特殊，審判方自蘇聯醫學科學院、蘇軍軍醫和哈巴羅夫斯克醫學院微生物學系抽調6位專業人員組成醫學檢驗委員會，以審核生物武器科學證據。

## 審判過程
《蘇聯刑事訴訟法》將刑事訴訟分作審前程序、公判審理、上訴等階段。為此，蘇聯濱海邊疆區軍區軍事法庭首先自1949年10月20日至1949年12月10日對12名被告與4名證人（飯島良雄、山岸研二、松村知勝、田村）進行預審，最早的為10月20日對證人飯島進行庭審，最晚的為1949年12月10日對被告留島佑司進行庭審，期間證人松村與梶塚還於12月8日進行了對質庭審。根據預審的結果，蘇聯軍事法庭於12月16日以被告違反蘇聯最高蘇維埃主席團1943年4月19日法令第一條所定罪行一案正式起訴，其起訴書內容包括：
1. 建立特種部隊來準備和進行細菌戰
2. 在活人身上進行罪惡實驗
3. 在對華戰爭中使用細菌武器
4. 加緊準備對蘇聯的細菌戰
5. 各被告人的罪狀
6. 根據所述罪狀提出控告

12月25日，蘇聯濱海邊疆區軍區軍事法庭開始進行公開審判和審訊，除12名被告外，本次審訊的出席證人也增加到了16人，均為原731部隊軍人，最早進行的是12月25日晚對被告川島的審訊，最晚則是12月28日晚對久留島的審訊。12月28日晚至12月29日晚，法庭對證人進行審訊。12月30日，各辯護律師為被告進行辯護演講，柏洛夫為山田辯護、山尼科夫為梶塚辯護、茲維列夫為高橋辯護、波加切夫為佐籐辯護、普羅珂坪科為三友、菊地和久留島辯護、魯克揚傑夫為柄澤、尾上辯護、波爾霍維金為西、平櫻辯護，其辯護理由各有不同，如柏洛夫為山田提出「人心裡並沒有天生的劣根性」一說，而對於本案就證據與事實上面則「全無討論之餘地」、「絕不會同國家公訴人發生什麼爭論」。同日，審判長契爾特科夫宣佈法庭辯論終結，各被告進行最後陳述，所有被告均對自己所犯罪行表示認罪，唯希望所受之判決與訴求有所不同，川島與梶塚提出願受最嚴厲之判決、高橋希望能獲從輕判決、平櫻與菊地等則希望能對裕仁天皇、石井等人嚴厲懲罰，尾上則稱「將盡量努力去反對這類非人道行為，為和平而鬥爭」。
1949年12月30日，軍事法庭宣佈，認為已充分證明被告犯有蘇聯最高蘇維埃主席團1943年4月19日法令第一條所定之罪，同時根據蘇俄刑事訴訟法第319與第320條規定做出判決：
| #  | 照片 | 姓名       | 個人資料                                                                                     | 判決書內容 | 刑期                      |  |
| -- | ---- | ---------- | -------------------------------------------------------------------------------------------- | --- | ------------------------- |  |
|    |      |            |                                                                                              | |                           |  |
| 1  |      | 山田乙三   | 1881年生於東京 日本人 將軍 前日本關東軍總司令                                                | 從1944年起至日本投降時止任日本關東軍總司令，曾領導其所轄731部隊和100部隊準備細菌戰的罪惡活動，鼓勵過該兩部隊在進行各種使用細菌武器實驗時蠻橫地殺害成千人命的行為。山田採取過各種措施，使731部隊和100部隊能對細菌戰有充分準備，使其生產能力能充分保證日軍使用細菌武器。 | 禁閉於勞動感化營 期限25年 |  |
|    |      |            |                                                                                              | |                           |  |
| 2  |      | 梶塚隆二   | 1888年生於田尻町城 日本人 軍醫中將 醫學博士 前日本關東軍軍醫務處長                           | 從1931年起就主張使用細菌武器。他在1936年任日本陸軍省軍醫署科長時，曾促成過建立和編成專門細菌部隊一舉，而石井將軍（當時還是大佐）就是由他推薦委任為該部隊長的。從1939年起，梶塚接任關東軍醫務處長而直接領導過731部隊的工作，供給它以製造細菌所必需的一切物品。梶塚經常到731部隊去巡視，洞悉其全部工作，曾知道用細菌傳染活人進行實驗時所作出的殘暴罪行，並讚許過這種罪行。                                          | 禁閉於勞動感化營 期限25年 |  |
|    |      |            |                                                                                              | |                           |  |
| 3  |      | 川島清     | 1888年生於千葉郡，山武縣蓮沼村 日本人 軍醫少將 醫學博士 前日本關東軍731部隊生產部長          | 在1941至1943年間任731部隊生產部長，即任該部隊領導工作員之一時，參加過準備細菌戰工作，曾知道該部隊各部工作情形，並親自領導過大批繁殖致命細菌，以期充分供給日軍以細菌武器的工作。1942年，川島參加過組織在華中作戰地區內實際使用細菌武器的工作。川島在731部隊內服務期間，始終都親身參加過用拘禁在該部隊內部監獄裡的活人進行烈性病菌的殘忍實驗而將其大批害死的罪惡工作。                                              | 禁閉於勞動感化營 期限25年 |  |
|    |      |            |                                                                                              | |                           |  |
| 4  |      | 西俊英     | 1904年生於鹿兒島郡，薩摩縣樋脇村 日本人 軍醫中佐 細菌科醫生 前日本關東軍731部隊訓練部長      | 從1943年1月起至日本投降時止擔任過731部隊駐孫吳城第673支隊長，親自參加過製造細菌武器的工作。西俊英在兼任731部隊第五部部長時，曾訓練過細菌戰專門幹部，以供關東軍各部隊直屬特別部隊任用。他曾親自參加過殺害被拘禁的中國公民和蘇聯公民，辦法是用烈性傳染病菌來傳染他們。為隱藏該支隊及731部隊所作罪惡活動起見，西俊英於1945年當蘇軍逼近孫吳城時就下令焚毀該支隊所有一切房舍、設備及文件，而他這一命令也就立即執行了。 | 禁閉於勞動感化營 期限18年 |  |
|    |      |            |                                                                                              | |                           |  |
| 5  |      | 柄澤十三夫 | 1911年生於長野郡，小縣縣豐里村 日本人 軍醫少佐 細菌科醫生 前日本關東軍731部隊生產部部長      | 曾擔任過731部隊生產部分部長職務。他曾是細菌武器製造工作積極組織者之一，同時又是準備細菌戰工作的參加者。在1940年和1942年間，柄澤參加過組織遠征隊對中國和平居民散佈瘟疫病症的工作。柄澤屢次親自參加過使用細菌武器的實驗，結果害死了許多被拘禁的中國公民和蘇聯公民。 | 禁閉於勞動感化營 期限20年 |  |
|    |      |            |                                                                                              | |                           |  |
| 6  |      | 尾上正男   | 1910年生於鹿兒島郡，出水縣米津町城 日本人 軍醫少佐 細菌科醫生 前日本關東軍731部隊第643支隊長 | 在任731部隊駐海林城第643支隊長時，首進行研究各種新式細菌武器和製造各種器材，以供731部隊使用，由他領導培養過細菌專門幹部。尾上曾知道731部隊內大批殺害被拘禁者的事實，並以自己的工作助長了此種滔天的罪行。1945年8月13日，尾上為隱藏該支隊罪惡活動痕跡而親自焚毀了該支隊所有一切房舍、器材和文件。 | 禁閉於勞動感化營 期限12年 |  |
|    |      |            |                                                                                              | |                           |  |
| 7  |      | 佐藤俊二   | 1896年生於愛知郡，豐橋城 日本人 軍醫少將 細菌科醫生 前日本關東軍第五軍軍醫處長               | 從1941年起，任廣州隱稱「波」字部隊的細菌部隊長，在1943年又被任為與此相同的南京「榮」字部隊長。佐藤在先後主持這兩個部隊時，參加過製造細盪武器和準備細茵戰的工作。後來佐藤擔任關東軍第五軍醫處長時又指導過731部隊第643支隊，明知該部隊和該支隊工作帶有罪惡實質而協助過該部隊和該支隊製造細菌武器的工作。 | 禁閉於勞動感化營 期限20年 |  |
|    |      |            |                                                                                              | |                           |  |
| 8  |      | 高橋隆篤   | 1888年生於秋田郡，百合縣本庄城 日本人 獸醫中將 生物化學家 前日本關東軍獸醫處長               | 在任關東軍獸醫處長時，曾是細菌武器製造工作組織者之一，直接領導過100部隊所進行的罪惡活動，因而應該對用各種烈性傳染病菌傳染被拘禁者而進行的殘忍實驗一舉負責。 | 禁閉於勞動感化營 期限25年 |  |
|    |      |            |                                                                                              | |                           |  |
| 9  |      | 平櫻全作   | 1916年生於石川郡，金澤城 日本人 獸醫中尉 獸醫 前日本關東軍100部隊科學工作員                  | 在擔任100部隊工作員時，親自進行過關於製造和使用細菌武器的研究工作，他屢次參加過在蘇聯邊界地方進行專門偵察以期探究對蘇聯舉行細菌攻擊最有效方法的工作，當時他曾把細菌投到各該地區蓄水池中，包括三河區在內。 | 禁閉於勞動感化營 期限10年 |  |
|    |      |            |                                                                                              | |                           |  |
| 10 |      | 三友一男   | 1924年生於琦玉郡，秩父縣原野村 日本人 上士 前日本關東軍100部隊工作員                         | 以100部隊工作員資格直接參加過製造細菌武器的工作，並親自對活人進行過檢查各種細菌效力的實驗，用此種慘痛手段害死這些受實驗的活人。三友參加過在三河區一帶對蘇聯進行的細菌軍事破壞活動。 | 禁閉於勞動感化營 期限15年 |  |
|    |      |            |                                                                                              | |                           |  |
| 11 |      | 菊地則光   | 1922年生於愛媛郡 日本人 上等兵 前日本關東軍731部隊第643支隊實習衛生兵                        | 以實習衛生兵資格在731部隊第643支隊實驗室內供職時，直接參加過探究新式細苗武器和培養副傷寒和痢疾病菌的工作。1945年，菊地在造就供進行細菌戰用的干部訓練班內受過專門訓練。 | 禁閉於勞動感化營 期限2年  |  |
|    |      |            |                                                                                              | |                           |  |
| 12 |      | 久留島祐司 | 1923年生於香川郡，小豆縣苗羽村 日本人 前日本關東軍731部隊第162支隊衛生兵兼實驗員             | 受過專門訓練後在731部隊支隊內擔任實驗員時，參加過培養霍亂病菌、脫皮傷寒病菌和其他各種傳染病菌，以及實驗細菌炸彈的工作。 | 禁閉於勞動感化營 期限3年  |  |

判決書最後寫道，被判者收到判決書副本後72小時內，可依上訴手續向蘇聯最高法院軍法處提出抗告，12月30日晚上11點45分，契爾特科夫宣佈審判全部結束。俄羅斯聯邦聯邦安全保障法監察部長司法少將瓦列里·尼古拉耶維奇·涅科（Валерий Николаевич Неко）指出，因蘇聯最高蘇維埃主席團於1947年5月26日（審判兩年前）通過法令，將最高刑度的死刑改為有期徒刑25年，那四位獲得此刑罰的被告才躲過了被絞死的結局。12名被告有7人（山田、梶塚、柄澤、高橋、西、三友、菊地）提出上訴、請求減刑，如山田的理由是自己僅接任關東軍司令一年，且在審判中坦承了自己的罪行。1950年2月13日，上訴請求被駁回，其後又有多次的複審要求，但均無獲准。

## 結果

### 《審判材料》
蘇聯官方將伯力審判的全程記錄編列成冊，全書由序言、預審文件（包括起訴書、被告與證人供詞、文件證據）、被告和證人在法庭上的供詞（包括各被告、各證 人受審經過）、檢驗委員會結論、國家公訴人的演詞、各辯護人的演詞（包括各被告最後陳述）、軍事法庭判決書等組成，取名作《哈巴羅夫斯克審判材料》（Материалы Хабаровского процесса，中文譯本則名為《前日本陸軍軍人因準備和使用細菌武器被控案審判材料》；簡稱《審判材料》）。1950年1月28日，國立政治讀物出版社接獲蘇共中央政治局指示負責發行此書，而國立外文書籍出版社同樣收到命令，準備以中文、韓文、英文、法文和德文出版對應譯本，並需確保高翻譯品質。1950年10月18日，苏共中央委员会国际部部長瓦甘·格里戈里揚報告已將該書德文版8,900冊、法文版3,000冊、英文版12,000冊、韓文版72,000冊及日文版74,000冊譯本發往國外。
據中国社会科学院法学研究所副研究員孫家紅考察，中文、英文、日文、德文四版本皆無完整版權標識或銷售訊息，可能僅限政府或政黨間交流使用，而中文版除了1950年由蘇聯官方出版的譯本外，至少已重新出版三次，並均更動其原書名，包括：
- 拂洋编，《伯力审判 12名前日本细菌战犯的自供词》（长春：吉林人民出版社），1997年出版，ISBN：7-206-02617-6
- 姜力编，《1949：伯力大审判 侵华日军使用细菌武器案庭审实录》（北京：解放军文艺出版社），2005年出版，ISBN：7-5033-1788-4
- 王国栋编，《日本细菌战战犯伯力审判实录》（长沙：湖南人民出版社），2005年出版，ISBN：7-5438-3860-5
- 另外還有其编校的《伯力城审判 沉默半个世纪的证言》（北京：九州出版社），2015年出版，ISBN：978-7-5108-3419-6

2004年，中共中央黨史研究室推出《抗日戰爭時期中國人口傷亡和財產損失調研叢書》，該叢書亦包括本作：
- 张树军、李忠杰主编；蒋建农、霍海丹、李蓉、姚金果副主编，《伯力审判档案 日军细菌战罪行披露》（北京：中共党史出版社），2016年出版，ISBN：978-7-5098-3724-5

### 戰犯的結局
1950年3月，所有12名戰犯連同其他日本官兵共約200人被送往1943年建立、專用於關押德軍和日軍高級軍官的「第48號收容所」（Лагерь № 48），該地位於伊萬諾沃州列日涅沃區列日涅沃數十公里外的切爾內茨村（Чернецы）。戰犯在收容所中所受待遇頗佳，不僅免於原來的苦役、活動較為自由，且設施齊全，甚至可以吟詩作文、娛樂消遣，後來甚至能與家屬通信。不久後，被判刑期較輕的菊地則光（2年）與久留島祐司（3年）分別於1951年和1952年刑滿獲釋回國，而高橋隆篤則於1952年夏天因腦溢血死於收容所中。
由於戰後日本與蘇聯不斷交涉，關係亦走向正常化，其被俘人員陸續獲釋回國。1956年2月25日，根據蘇聯最高蘇維埃主席團法令，山田乙三於當年6月9日提前獲釋。餘下成員梶塚隆二、川島清、佐藤俊二、西俊英、柄澤十三夫、尾上正男、平櫻全作、三友一男原預計將於同年12月26日回國，但因不明原因，柄澤於10月20日上吊自殺。梶塚隆二等人在獲釋當天被分配了食物、全套便服和返還了沒收的個人物品，隨後乘火車自伊萬諾沃前往莫斯科，蘇聯當局還應其要求組織了一場小型觀光活動，結束後一行人前往遠東。1956年12月23日，梶塚隆二等人連同最後一批獲釋的日本戰俘共1,025人（22名將軍、293名軍官和710名士官兵）被送往納霍德卡交接給日方。另一說則是梶塚隆二等人先乘火車返回伯力，再搭乘日本「興安丸」號商船回國，並在3天後於京都舞鶴港登陸。
由於「日本前戰俘協會」持續要求上訴，俄羅斯聯邦首席軍事檢察官辦公室於1993至1994年重新審議案號的伯力審判資料，但依舊決定維持原判決，即被告全員有罪。1994年12月15日，俄羅斯聯邦最高法院裁決維持原濱海邊疆軍區軍事法庭判決。

### 國際影響與歷史意義

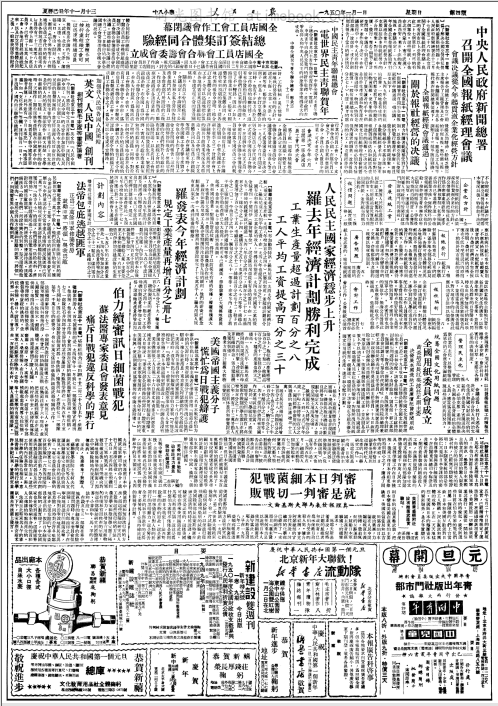
1950年1月1日中國《人民日報》關於伯力審判的新聞。

伯力審判被視為戰後對日戰犯審判中的一個特殊案例，是世界上唯一一次針對細菌戰的審判，也首次揭露了日本軍隊在對華戰爭期間發動細菌戰之事實，其審訊資料也長期被引用為日軍細菌戰活動的主要情報來源。然而，伯力審判與一般的國際軍事法庭審判方式不同，完全採用了蘇聯國內的刑事訴訟法，同時也受到了缺乏外國參與的批評，特別是中國作為最大受害國家未能參與其中。此外，伯力審判主要關注蘇聯受到的細菌戰威脅，忽略了日本軍隊對華實施細菌戰的行為。程序上，蘇聯官方不事先公佈審判程序、有意排斥國際觀察員、嚴格控制審判的所有流程、加之誇張的宣傳式演說，容易令人將其聯想為單純的作秀公審。審判結束後，蘇聯於1950年2月1日向中華人民共和國、美國、英國和法國發出照會，再次公佈日軍細菌戰罪行，並提議由遠東委員會組織國際特別軍事法庭審判有關戰犯，如平櫻指出授意執行細菌戰的裕仁天皇、石井、曾任731部隊部隊長的北野政次、100部隊部隊長若松有次郎和關東軍參謀長笠原幸雄等人，中華人民共和國此時正採取「一邊倒」外交政策，於2月8日積極回應蘇聯，其餘三國則聯合抵制其要求，未做出任何回應。
相較於審訊德國與日本軍政要員的紐倫堡審判和東京審判，伯力審判的可信度有很長一段時間在國際上頗受爭議，審判期間蘇聯發布過各種語言的新聞稿，並有《紐約時報》、《太平洋星条旗报》和傳統左翼媒體加以報導，但西方盟國官方很快壓制其影響，並徹底否認蘇方的主張。駐日盟軍總司令道格拉斯·麥克阿瑟的發言人完全否認審判中醫學暴行證詞的真實性、稱「日本人在部份實驗中使用過動物，但沒有證據表明使用過人類」、「司令部化學戰部門徹底查閱了文件，沒有發現任何有關日本實施細菌戰的材料」、「在奉天被日本人俘虜的美國人中，沒有一個人指控日本人把他們當作實驗豚鼠」。遠東國際軍事法庭首席檢查官約瑟夫·貝利·基南譴責伯力審判是蘇聯的「表演」、荷蘭法官伯納德·勒林則批評審判「證據不足」。1981年10月，美國記者約翰·威廉·鮑威爾彙整美國解密國家檔案，於《原子科學家公報》中公佈美國為本國利益與日軍交易而獨占細菌戰情報、隱匿罪行的事實，引起西方國家學者對731部隊的研究興趣。隨著研究調查的深入，伯力審判的真實性也逐漸受到肯定，英國學者彼得·威廉斯（Peter Williams）與大衛·瓦雷斯（David Wallace）在著作中評價道：「伯力審判已35年了，它在西方當作（蘇俄的）宣傳技巧而被忽視，但是我們現在知道在那裡所記下的證據是最為詳盡而正確的。」
日本方面，伯力審判期間日本民間能獲得的對外消息渠道有限，除了日本共產黨機關報《赤旗》外鮮有相關報導，而適逢盟軍總司令部打擊日本共產黨，日本右翼媒體利用不久前從蘇聯被遣返回國的戰俘，報導其受到蘇方虐待的新聞，將日本民眾的關注焦點從審判轉向仍被扣留的戰俘上，導致伯力審判在當時的日本民間幾乎沒有影響力。然而1956年原731部隊隊員秋山浩（化名）衝破社會壓力對外出版了揭露731部隊史實的著作、引發社會關注，1981年日本作家森村诚一再出版《惡魔的飽食》一書，同樣促成日本學界對731部隊的研究，並逐漸肯定伯力審判資料的真實性，如日本神奈川大学教授常石敬一在《消失的细菌战部队》一書中引用伯力審判的資料、日本慶應義塾大學教授松村高夫亦稱「時至今日，伯力審判記錄無疑仍然是有關731部隊和細菌戰的極其重要的史料。」
中國方面的反應呈兩極之勢，中華民國政府在審判後未做出任何反應，被認為是內戰期間無暇他顧和爭取美國支持的考量。新成立的中華人民共和國政府則在審判期間正逢國家元首毛澤東訪問蘇聯，並與史達林簽署《中蘇友好同盟互助條約》，而國內則頻繁轉發蘇聯官媒塔斯社相關報導、《人民日報》也刊文將伯力審判「蘇聯人民對中國人民表達的友誼」和「對試圖使用細菌武器、危害遠東和全世界和平的英美戰爭販子的警告」，之後更以伯力審判為樣板在瀋陽與太原審判舉行對日戰犯審判，據時任瀋陽特別軍事法庭審判長的袁光將軍回憶，中國的戰犯審判即是仿照蘇聯伯力審判進行的，伯力審判的調查與記錄亦被用作證據，如直接用到中國對於另一名細菌戰犯榊原秀夫的審判中。伯力審判亦一度掀起中國反細菌戰的運動和有關研究，如陳文貴、譚學華、鄧一韙等人曾就常德細菌戰問題接受媒體的採訪、《人民日報》和東北、浙江、湖南和江西等受害較重地區的省報也刊登不少控訴日本在中國實施細菌戰的文章。
蘇聯與俄羅斯方面，自1950年出版審判材料後就將近40年沒有對731部隊進行系統性研究的狀況。1982年森村的《惡魔的飽食》於蘇聯上市後才發揮影響，促成曾於伯力審判中擔任醫學鑑定委員會委員的吉里夫克娜與人合著《恐怖的細菌戰——被審判的關東軍第731部隊》一書，但僅延用舊史料而未有新突破。2021年9月9日，俄羅斯聯邦總統弗拉基米尔·普京於其主持的「俄羅斯勝利組織委員會」第44號會議中，提出在「1941-1945年伟大卫国战争期间纳粹及其帮凶对苏联平民犯下的罪行」（Преступления нацистов и их пособников против мирного населения СССР в годы Великой Отечественной войны 1941–1945 гг.）聯邦檔案專案下增設一「1949年日本戰犯哈巴羅夫斯克審判」（Хабаровский процесс над японскими военными преступниками 1949 г.）網路專案，俄羅斯聯邦檔案局透過與俄羅斯國家軍事檔案館、俄羅斯外交部、俄羅斯內政部等各部機關合作，公佈有關檔案於網上以作科教之用。

## 註解
1. ↑  「伯力」原屬清朝領土，經1860年《北京條約》被迫割讓給俄羅斯帝國，俄方則將該地命名為「哈巴羅夫斯克」[2]
2. ↑  海德堡大學研究員瓦倫蒂娜·波魯尼娜（Valentyna Polunina）指出伯力審判的時間點（1949年12月底）是在全球起訴戰時暴行已基本結束的時間點，如此晚才決定舉行軍事法庭審判顯得為受害者伸張正義似乎並非其主旨，蘇聯此舉更傾向於因在紐倫堡與東京審判中接連受挫，有必要舉行一次國際公認的戰爭罪審判的結果，同時就地緣政治考慮，也能與剛建國不久的中華人民共和國建立良好關係、降低美國在冷戰初期於遠東地區日益增長的影響力[18]。侵华日军第七三一部队罪证陈列馆研究员楊彥君認為伯力審判除了揭露日本罪行、彰顯蘇聯「公平正義」的考量外，還有基於蘇聯在東京謀取細菌戰情報失敗、美國獨占情報的報復與回擊，屬於冷戰下大國對抗的一部分[19]。
3. ↑  由於審判設置位址之偏僻，被評為一定程度上損及其知名度[24]。
4. ↑  美國生物戰研究者珍妮·吉耶曼在著作中就此團隊的專業性持保留態度，其寫道：「從西方的角度來看，這些專家可能缺乏可信度，領導他們的是微生物學家尼古拉·尼古拉耶維奇·茹可夫-韋列日尼科夫（俄语：С. Е. Санников），他受到史達林最喜愛的生物學家特羅菲姆·李森科的影響。李森科拒絕接受現代遺傳學，使蘇聯生物學倒退幾十年。然而，鑑於當時中國糟糕的衛生條件，專家們在評估鼠疫戰襲擊和1942年浙贛戰役時對社區造成的危害時，理智地將重點放在了如社區傳染病之類的公共衛生威脅上。」[30]
5. ↑  本欄個人資料內容為伯力軍事法庭判決書中對被告的介紹，為其審判資料之原中文版內容，可能存在與事實相悖之處，見其各人物欄位註解。
6. ↑  據其他資料所載，山田乙三出生於長野縣[39]。
7. ↑  據國立國會圖書館調查暨立法考查局所載，梶塚隆二出生於田尻町（日语：田尻町 (宮城県)）[40]。
8. ↑  據國立國會圖書館調查暨立法考查局所載，川島清出生於千葉縣山武郡蓮沼村[40]。
9. ↑  據國立國會圖書館調查暨立法考查局所載，西俊英出生於鹿兒島縣薩摩郡樋脇村（日语：樋脇村）[40]。
10. ↑  據國立國會圖書館調查暨立法考查局所載，柄澤十三夫出生於長野縣小縣郡豐里村（日语：豊里村 (長野県)）[40]。
11. ↑  據國立國會圖書館調查暨立法考查局所載，尾上正男出生於鹿兒島縣出水郡米之津町[40]。
12. ↑  據國立國會圖書館調查暨立法考查局所載，佐藤俊二出生於愛知縣豐橋市[40]。
13. ↑  據國立國會圖書館調查暨立法考查局所載，高橋隆篤出生於秋田縣由利郡本莊町[40]。
14. ↑  據國立國會圖書館調查暨立法考查局所載，平櫻全作出生於石川縣金澤市[40]。
15. ↑  據國立國會圖書館調查暨立法考查局所載，三友一男出生於埼玉縣秩父郡原谷村（日语：原谷村 (埼玉県)）[40]。
16. ↑  據國立國會圖書館調查暨立法考查局所載，菊地則光出生於愛媛縣[40]。
17. ↑  據國立國會圖書館調查暨立法考查局所載，久留島祐司出生於香川縣小豆郡苗羽村[40]。
18. ↑  波魯尼娜指出蘇聯於1950年1月12日恢復了死刑，可視為伯力審判在執行上非常倉促的根據[42]。
19. ↑  陈致远與朱清如撰文指出，蘇方對曾擔任過南京「榮」(登)第1644部隊部隊長和廣東「波」第8604部隊隊長的被告佐藤俊二軍醫少將沒有通過對他的審訊去了解這兩隻活動於中國關內的大型細菌戰部隊的基本情況，且也不知道北京「甲」第1855部隊的存在[56]。
20. ↑  波魯尼娜指在整場審判中以斯米爾諾夫的言論最為明顯，該人稱：「只有蘇聯武裝部隊迅猛的打擊才使敵人癱瘓，拯救了世界免受細菌戰的恐懼之苦」、「蘇聯遠東地區的和平只有在史達林政策的天才下才得以維持，只有在史達林五年計劃的勝利實現下才得以實現，只有在布爾什維克黨和蘇聯政府對加強蘇聯武裝力量的警覺關切下才得以實現」，而為川島辯護的律師柏洛夫也同樣表達了「最深切的感激和愛戴之情，向那位英明的領袖致意，他預見並警告蘇聯人民……有關在我們遠東祖國上空懸垂的致命危險，向那位光明的天才致謝，他阻止了敵人那高舉的手，拯救了我們免於可怕的災難和痛苦之中。」[57]
21. ↑  俄羅斯聯邦衛生部倫理委員會主席鮑里斯·格里戈里耶維奇·尤金（俄语：Юдин, Борис Григорьевич）曾就伯力審判的特徵與過往蘇聯對待「人民之敵」的作秀公審詳述兩者的差異，伯力審判有著後者缺乏的大量證據，且史達林時代的作秀公審經常夾帶毫無根據、違反常識的罪行指控[59]。

## 註腳
1. 1 2 3  Тужилин（2020年）
2. ↑  孙家红（2015年），第219页
3. ↑  徐平（2012年），第309-310页
4. ↑  韓曉 & 辛培林（1991年），第317页
5. 1 2  金成民（2008年），第610页
6. ↑  藤井志津枝（1997年），第260页
7. ↑  Polunina（2015年），第128页
8. 1 2  吉耶曼（2022年），第168页
9. ↑  Валентинович（2019年），第66页
10. 1 2 3 4 5  Ким（2021年12月15日）
11. ↑  楊彥君（2021年），第172页
12. ↑  楊彥君（2021年），第173页
13. ↑  楊彥君（2021年），第174页
14. ↑  吉耶曼（2022年），第274-275页
15. ↑  楊彥君（2021年），第176-177页
16. ↑  楊軍（2017年），第91页
17. 1 2 3  楊彥君（2021年），第179页
18. ↑  Polunina（2014年），第539页
19. ↑  楊彥君（2021年），第179-180页
20. ↑  Федеральное архивное агентство，Подготовка судебного процесса
21. ↑  Ким
22. ↑  Ким（2016年），第203-204页
23. ↑  Ким（2016年），第205页
24. ↑  哈里斯（2022年），第424页
25. 1 2  拂洋（1997年），第483页
26. 1 2  吉耶曼（2022年），第308页
27. 1 2  拂洋（1997年），第483-484页
28. ↑  拂洋（1997年），第2页
29. ↑  吉耶曼（2022年），第309页
30. ↑  吉耶曼（2022年），第318页
31. 1 2  金成民（2008年），第614页
32. 1 2 3  楊軍（2017年），第92页
33. ↑  金成民（2008年），第613页
34. 1 2  金成民（2008年），第615页
35. ↑  楊軍（2017年），第92-93页
36. 1 2 3 4 5  楊軍（2017年），第93页
37. ↑  拂洋（1997年），第489-492页
38. ↑  拂洋（1997年），第492-493页
39. ↑  姜照遠（2013年），第269页
40. 1 2 3 4 5 6 7 8 9 10 11  国立国会図書館調査立法考査局（1955年）
41. ↑  拂洋（1997年），第493页
42. ↑  Polunina（2014年），第551页
43. 1 2  陆其国（2015年），第76页
44. ↑  Ким（2016年），第206页
45. ↑  Ким（2016年），第207-208页
46. 1 2  孙家红（2015年），第V-VI页
47. ↑  张树军 & 李忠杰（2016年），《抗日戰爭時期中國人口傷亡和財產損失》課題調研工作規範和要求
48. 1 2 3 4  人民法院报社（2016年），第543页
49. ↑  Кузнецов（2019年），第157页
50. ↑  近藤昭二（2011年），第8页
51. ↑  Кузнецов（2019年），第161页
52. ↑  Кузнецов（2019年），第162页
53. ↑  陈致远 & 朱清如（2011年），第138页
54. ↑  哈里斯（2022年），第428页
55. 1 2 3  尚晓岚（2015年7月4日）
56. 1 2 3 4  陈致远 & 朱清如（2011年），第139页
57. ↑  Polunina（2014年），第554-555页
58. ↑  Polunina（2014年），第562页
59. ↑  Polunina（2014年），第561页
60. ↑  徐京利（2005年），第63-67页
61. ↑  楊彥君（2021年），第180页
62. 1 2 3  哈里斯（2022年），第427页
63. 1 2 3 4  吉耶曼（2022年），第313页
64. 1 2  陈致远 & 朱清如（2011年），第141页
65. ↑  松村高夫（1998年），第91页
66. ↑  楊軍（2017年），第94页
67. ↑  Polunina（2014年），第558页
68. ↑  孙家红（2015年6月24日）
69. ↑  刘雅玲 & 龚积刚（2004年），第164页
70. 1 2  近藤昭二（2010年），第55页
71. ↑  Государственный архив Российской Федерации，О проекте

### 圖書
- 姜照遠. . 哈爾濱: 北方文藝出版社. 2013. ISBN 9787531730125 （中文）.
- 吉耶曼, 珍妮. . 上海: 格致出版社. 2021. ISBN 9787543232723 （中文）.
- 刘雅玲; 龚积刚. . 湖南: 湖南人民出版社. 2004. ISBN 9787543837638 （中文）.
- 张树军; 李忠杰 (编). . 北京: 中共党史出版社. 2016. ISBN 978-7-5098-3724-5 （中文）.
- 孙家红 (编). . 北京: 九州出版社. 2015. ISBN 978-7-5108-3419-6 （中文）.
- 藤井志津枝. . 臺北市: 文英堂出版社. 1997. ISBN 957881108X （中文）.
- 韩晓; 辛培林. . 哈尔滨: 黑龙江人民出版社. 1991. ISBN 7207019963 （中文）.
- 谢尔顿·H·哈里斯. . 上海: 上海人民出版社. 2022. ISBN 978-7-208-17228-9 （中文）.
- 徐平 (编). . 北京: 解放军出版社. 2012. ISBN 978-7-5065-6341-3 （中文）.
- 人民法院报社. . 最高人民法院出版社. 2016. ISBN 9787510914195 （中文）.
- 金成民. . 哈尔滨: 黑龙江人民出版社. 2008. ISBN 9787207079084 （中文）.
- 谢忠厚. . 北京: 中共党史出版社. 2016. ISBN 9787509832400 （中文）.
- 拂洋 (编). . 长春: 吉林人民出版社. 1997. ISBN 7-206-02617-6 （中文）.
- 国立国会図書館調査立法考査局. 杉山茂雄 , 编.  . 国立国会図書館調査及び立法考査局. 1955 （日语）.
- Polunina, Valentyna. . Bergsmo, Morten; CHEAH, Wui Ling; YI, Ping  (编). . Torkel Opsahl Academic EPublisher. 2014. ISBN 9788293081135 （英语）.
- Polunina, Valentyna. . Sellars, Kirsten  (编). . Cambridge University Press. 2015: 121–144. ISBN 9781107104655 （英语）.
- Кузнецов, Д. В. . Благовещенск: Издательство БГПУ. 2019. ISBN 978-5-8331-0420-0 （俄语）.

### 期刊
- 陈致远; 朱清如. . 抗日战争研究. 2011, (2). ISSN 1002-9575 （中文）.
- 近藤昭二.  . 15年戦争と日本の医学医療 研究会会誌. 2011-12, 12 (1). ISSN 1346-0463 （日语）.
- 近藤昭二. . 武陵学刊. 2011-12, 35 (5). ISSN 1674-9014 （中文）.
- Валентинович, Алепко Александр. . Культура и наука Дальнего Востока (Хабаровск: Хабаровский государственный институт культуры). 2019, 1 (26): 63–70. ISSN 2542-1328 （俄语）.
- Ким, Сергей Петрович. . Москва: Институт российской истории РАН. 2016 （俄语）.
- 陆其国. . 中国档案. 2015, (8). ISSN 1007-5054 （中文）.
- Бутрим, Игорь Иосифович. . Правовая политика и правовая жизнь. 2021. ISSN 1608-8794 （俄语）.
- 杨彦君. . 史林. 2021, (5). ISSN 1007-1873 （中文）.
- 楊軍. . 理论界. 2017, (7). ISSN 1003-6547 （中文）.
- 孙家红. . 中华读书报. 2015-06-24  [2023-06-22]. （原始内容存档于2023-06-22） （中文）.
- 孙家红. . 社会科学论坛. 2015, (11). ISSN 1008-2026 （中文）.
- 尚晓岚. . 北京青年报. 2015-07-04  [2023-06-22]. （原始内容存档于2023-06-22） （中文）.
- 徐京利. . 国际问题研究. 2005, (6). ISSN 0452-8832 （中文）.
- 松村高夫.  . 三田学会雑誌. 1998-07, 91 (2): 239–260 （日语）.

### 網站
- 青山貞一; 池田こみち; 小俣和一郎. . eritokyo.jp.   [2023-06-29]. （原始内容存档于2019-03-17） （日语）.
- Ким, Сергей Петрович. . historyrussia.org. 2021-12-15  [2023-06-23]. （原始内容存档于2023-06-23） （俄语）.
- Федеральное архивное агентство. . khabarovsk1949.rusarchives.ru. Государственный архив Российской Федерации.   [2023-02-05]. （原始内容存档于2022-03-24） （俄语）.
  - Ким, Сергей Петрович. . khabarovsk1949.rusarchives.ru.   [2023-01-30]. （原始内容存档于2023-06-02） （俄语）.
  - Федеральное архивное агентство. . khabarovsk1949.rusarchives.ru. Государственный архив Российской Федерации.   [2023-02-05]. （原始内容存档于2023-06-02） （俄语）.
- Тужилин, Святослав Вячеславович. . history.milportal.ru. Военно-исторический журнал. 2020-05-12  [2023-02-05]. （原始内容存档于2023-01-30） （俄语）.
- Вячеславович, Тужилин Святослав. . ВОЕННО-ИСТОРИЧЕСКИЙ ЖУРНАЛ. 2020-12-05  [2023-01-30]. （原始内容存档于2023-01-30） （俄语）.